# Сумеречная зона (фильм)
«Сумеречная зона» (англ. Twilight Zone: The Movie) — художественный фильм, снятый по мотивам одноимённого телесериала 1960-х годов.

## Сюжет
Фильм состоит из пролога, четырёх эпизодов и эпилога.
Джон Лэндис снял пролог и первую историю. В прологе двое мужчин ночью едут в автомобиле. Один из них предлагает сделать что-то крайне пугающее. Второй соглашается.
Первая история о человеке расистских, антисемитских, ксенофобских взглядов, который оказывается на месте тех, кого он презирает.
Стивен Спилберг снял эпизод о добром старике и его чудесном омоложении пожилых людей в доме престарелых.
Джо Данте снял третью историю о мальчике со сверхъестественными способностями, но чёрствым сердцем.
Джордж Миллер снял финальный эпизод о мужчине, страдающем аэрофобией. Во время полёта в самолёте он в иллюминаторе видит гремлина, пытающегося повредить самолёт.
В эпилоге раскрывается тайна пятого измерения.

## В ролях
| Актёр          | Роль                  |
| -------------- | --------------------- |
| Дэн Эйкройд    | пассажир в автомобиле |
| Джон Литгоу    | Джон                  |
| Нэнси Картрайт | Этель                 |
| Альберт Брукс  | водитель автомобиля   |
| Вик Морроу     | Билл Коннор           |
| Стивен Уильямс | Патрон                |
| Джон Ларрокетт | эпизод                |
| Кэтлин Куинлан | школьная учительница  |
| Дик Миллер     | Уолтер Пейсли         |
| Патриша Барри  | мать                  |

## Трагедия на съёмках
Во время съёмок произошёл трагический случай, своим резонансом затмивший сам фильм. 23 июля 1982 года на съёмочной площадке произошла катастрофа вертолёта, в которой актёру Вику Морроу отрубило голову лопастью винта, а также погибли два ребёнка My-Ca Динь Ле (7 лет) и Рене Шин-Йи Чен (6 лет). Морроу, Ле и Чен снимались в сцене о Вьетнаме, в которой их герои по сценарию совершают попытку спастись от преследования вертолёта армии США в заброшенной вьетнамской деревне. Вертолёт висел в воздухе примерно в 25 футах над ними, когда под воздействием пиротехнических взрывов он потерял управление и рухнул на землю, убив при этом всех трёх актёров. Вик Морроу был обезглавлен вместе с одним из детей-актёров. Режиссёр Джон Лэндис и другие ответчики, в том числе продюсер Стивен Спилберг и пилот Дорси Уинго, предстали перед судом. В конечном итоге обвинения в угрозе жизни детей и непредумышленном убийстве были сняты. Родители Ле и Чэнь подали в суд. Дело было урегулировано во внесудебном порядке. Сумма сделки не разглашалась. Дети Вика Морроу также предъявили иск и согласились на денежную компенсацию, сумма которой осталась в тайне. Трагедия привела к уголовному разбирательству, разрыву дружеских отношений между Лэндисом и Спилбергом, а в Голливуде были изменены правила съёмок детей в сценах ночью и с обилием спецэффектов.
Сцены смерти актёра и детей были включены в запрещённый в Великобритании мондо-фильм «Следы смерти».